# Soriyovong
Soriyovong II  (mort en 1404/1417), souverain de l’Empire khmer de 1401 à  1404/1417  sous le nom de règne de « Sri Surya Varman II » (en sanskrit).

## Biographie
Soriyovong II est  présenté comme le 32e roi khmer et comme le père du roi Ponhea Yat. Pour les Chroniques Royales le prince Soriyovong ou « Sri Suriyavamsa » est le fils du roi Soriyoteï Ier qui avait une première fois libéré  Angkor de l’occupation des Thaïs du Royaume d'Ayutthaya (1357).
Après la seconde prise d’Angkor par les Siamois et l’installation d’un  nouveau vice- roi Thaï issu de la famille royale d’Ayutthaya (1394), un prince khmer qui avait échappé à la mort et à la captivité commence à harceler les occupants avec ses partisans.
Il installe le centre de la résistance sur le plateau de Basan à  Srey Santhor où il construit une forteresse. Il se proclame roi légitime sous le nom de règne de  « Sri Surya Varman II »  et réussit à reprendre Angkor à Chau Indraburi Radjadhiraja le  fils de Preah Chau Parmaraja Ramaratcha roi du Royaume d'Ayutthaya qui gouvernait la ville (1401).
D’après les Annales chinoises la mort du roi khmer contemporain qu’elles connaissent  sous le nom  de « Ts'an-lie P'o-p'i-ya, (Samdach Chao Ponhea) »  aurait été annoncée en 1405 à la cour de l’Empereur de Chine  de la Dynastie Ming.
Soriyovong II aurait eu comme successeur son cousin ou son neveu Barom Soccoroch , Paramasukharaja en sanskrit. 
Postérité 
Soriyovong II est toujours considéré dans les Chroniques comme le père du roi Ponhea Yat ou Soriyopear/Soriyopor Ier.